# Mariano Antolín Rato
Mariano Antolín Rato (Gijón, Asturias, 8 de diciembre de 1943-Motril, 10 de enero de 2025), conocido también por su seudónimo Martín Lendínez, fue un escritor y traductor español de inglés, francés e italiano. Tradujo a Jack Kerouac, Douglas Coupland, Ezra Pound, F. Scott Fitzgerald, Malcolm Lowry, Raymond Carver, William Faulkner, Charles Baudelaire, Jean-François Lyotard, Bret Easton Ellis y William Burroughs, entre otros. En 2014 recibió el Premio Nacional a la Obra de un Traductor.

## Biografía
Estudió Filosofía y Letras en las universidades de Oviedo y Complutense de Madrid, ciudad donde residió.
Colaboró en numerosas revistas y diarios. Fue traductor de Kerouac, Faulkner, Lowry y Carver, entre otros muchos escritores estadounidenses y británicos.
Falleció de manera repentina el 10 de enero de 2025 en Motril, ciudad donde se hallaba establecido.

## Obras

### Ensayos
- Instrucción al budismo zen
- Bob Dylan 2

### Novelas
- Cuando 900 mil mach aprox, premio de la Nueva Crítica
- De vulgari Zyklon B manifestante
- Entre espacios Intermedios: WHAAM!
- Mundo araña
- Campos unificados de conciencia
- Mar desterrado
- Abril blues
- Botas de cuero español
- La única calma
- Fuga en espejo, premio Fernando Quiñones
- No se hable más, premio Villa de Madrid
- Lobo viejo
- Picudo rojo, premio Juan March Cencillo
- Silencio tras el telón del sueño

## Premios
- Premio de la Nueva Crítica (1975)
- Premio Villa de Madrid de Narrativa Ramón Gómez de la Serna (2006)
- III Premio Unicaja de Novela Fernando Quiñones (2001)[3]
- Premio de novela breve «Juan March Cencillo» (2009)[4]
- Premio Nacional a la Obra de un Traductor (2014)[5]